# Chima Okorie
Chima Ephraim Okorie (Izombe, 8 ottobre 1968) è un ex calciatore nigeriano, di ruolo attaccante.

## Biografia
Nato ad Izombe, si trasferì in India nel 1985 per studiare.

## Carriera

### Giocatore

#### Club
Nel 1985, accettò l'offerta di giocare per il Mohammedan Kolkata. Fu successivamente in forza all'East Bengal.
Nel 1991, Okorie diventò il primo calciatore straniero a giocare per il Mohun Bagan: il suo trasferimento fu il primo nella storia del calcio locale a costare più di 500.000 rupie. Vi rimase in forza fino al 1992, quando lasciò l'India. In questo periodo, assieme alla sua squadra si aggiudicò diversi tornei: Rovers Cup, Sikkim Governor's Gold Cup e All Airlines Gold Cup nel 1991, mentre nel 1992 arrivarono i successi in Federation Cup, Rovers Cup, Sikkim Governor's Gold Cup e Calcutta Football League.
Tentò così l'esperienza in Europa, ma non superò un provino sostenuto con il Sunderland. Non riuscì a convincere neanche Leeds United e Notts County. Raccomandato dal connazionale Dominic Iorfa, poté allora vestire la maglia del Peterborough United. Esordì in squadra il 15 settembre 1993, in occasione del turno preliminare per la qualificazione alla Coppa Anglo-Italiana 1993-1994: trovò anche la via del gol nella sconfitta per 3-1 contro il West Bromwich. Dopo una manciata di presenze in squadra, sostenne un provino per il Grimsby Town. Successivamente si ruppe una gamba e nel marzo 1994 si trasferì al Torquay United, dove venne impiegato con regolarità finché il suo posto non fu preso da Duane Darby.
Lasciato il Regno Unito, Okorie giocò in Scandinavia. Inizialmente fu in forza ai norvegesi del Sogndal, per passare poi ai danesi dell'Ikast prima e del Viborg dopo. Ritornò poi in Inghilterra, dove vestì le maglie di Ashton United, Runcorn e Accrington Stanley.
Tornò al Mohun Bagan nel 1997: contribuì alla vittoria del primo campionato della storia del club. Fu vice-capocannoniere del campionato, alle spalle di Raman Vijayan. Lasciò nuovamente il club a metà del 1999. In questo secondo periodo, arrivarono altri trofei: oltre al già citato campionato, nel 1997 arrivò la vittoria nella Calcutta Football League. Nel 1998, il Mohun Bagan si aggiudicò Federation Cup e IFA Shield. Ad agosto 1999 venne squalificato per due anni per aver assalito un arbitro.
Nel 2001-2002, fu in forza al Bengal Mumbai. Successivamente giocò ancora in Inghilterra, nel Leigh RMI e nel Rossendale United.

#### Nazionale
Rappresentò alcune Nazionali giovanili nigeriane.

### Allenatore
Nel 2006, guidò il Bengal Mumbai. Nel 2007, diventò allenatore del Mohun Bagan ma rassegnò le dimissioni dopo pochi mesi, lamentando una scarsa cooperazione con i calciatori della squadra.